# Thailand op de Olympische Zomerspelen 1984
Thailand nam deel aan de Olympische Zomerspelen 1984 in Los Angeles, Verenigde Staten. Het Aziatische land eindigde op de 33ste plaats in het medailleklassement dankzij een zilveren medaille die werd behaald door bokser Thawee Umponmaha. Dat was de eerste plak van die kleur voor Thailand ooit.

## Deelnemers en resultaten

### Atletiek
- Walapa Tangjitsusorn
- Reawadee Srithoa
- Ratjai Sripet
- Sumet Promna
- Sarinee Phenglaor
- Jaree Patthaarath
- Wassana Panyapuek
- Rangsam Intharachai
- Vichan Choocherd
- Prasit Boonprasert

### Boksen
- Buala Sasakul
- Teraporn Sang-Ano
- Sanpol Sang-Ano
- Wanchai Pongsri
- Thawee Umponmaha

### Boogschieten
- Wachera Piyapattra
- Ampol Amaluktipituk

### Schietsport
- Rangsit Yanothai
- Somchai Thingpakdee
- Udomsak Theinthong
- Chakrapan Theinthong
- Tanin Thaisinlp
- Opas Ruengpanyawoodhi
- Peera Piromrut
- Damrong Pachonyut
- Nirundon Lepananon
- Manop Leeprasansakul
- Kanokwan Krittakom
- Thiranun Jinda
- Angsuman Chotisathein
- Somchai Chanthavanij
- Pichit Burapavong
- Siriwan Bhudvanbhen
- Vudthi Bhirombhakdi

### Zeilen
- Saard Panyawan

Algerije · Amerikaanse Maagdeneilanden · Andorra · Antigua en Barbuda · Argentinië · Australië · Bahama’s · Bahrein · Bangladesh · Barbados · België · Belize · Benin · Bermuda · Bhutan · Birma · Bolivia · Bondsrepubliek Duitsland · Botswana · Brazilië · Britse Maagdeneilanden · Canada · Centraal-Afrikaanse Republiek · Chili · China · Chinees Taipei · Colombia · Congo-Brazzaville · Costa Rica · Cyprus · Denemarken · Djibouti · Dominicaanse Republiek · Ecuador · Egypte · El Salvador · Equatoriaal-Guinea · Fiji · Filipijnen · Finland · Frankrijk · Gabon · Gambia · Ghana · Grenada · Griekenland · Groot-Brittannië · Guatemala · Guinee · Guyana · Haïti · Honduras · Hongkong · Ierland · IJsland · India · Indonesië · Irak · Israël · Italië · Ivoorkust · Jamaica · Japan · Joegoslavië · Jordanië · Kaaimaneilanden · Kameroen · Kenia · Koeweit · Lesotho · Libanon · Liberia · Liechtenstein · Luxemburg · Madagaskar · Malawi · Maleisië · Mali · Malta · Marokko · Mauritanië · Mauritius · Mexico · Monaco · Mozambique · Nederland · Nederlandse Antillen · Nepal · Nicaragua · Nieuw-Zeeland · Niger · Nigeria · Noord-Jemen · Noorwegen · Oeganda · Oman · Oostenrijk · Pakistan · Panama · Papoea-Nieuw-Guinea · Paraguay · Peru · Portugal · Puerto Rico · Qatar · Roemenië · Rwanda · Salomonseilanden · Samoa · San Marino · Saoedi-Arabië · Senegal · Seychellen · Sierra Leone · Singapore · Soedan · Somalië · Spanje · Sri Lanka · Suriname · Swaziland · Syrië · Tanzania · Thailand · Togo · Tonga · Trinidad en Tobago · Tsjaad · Tunesië · Turkije · Uruguay · Venezuela · Verenigde Arabische Emiraten · Verenigde Staten · Zaïre · Zambia · Zimbabwe · Zuid-Korea · Zweden · Zwitserland